# Tingvallskulle

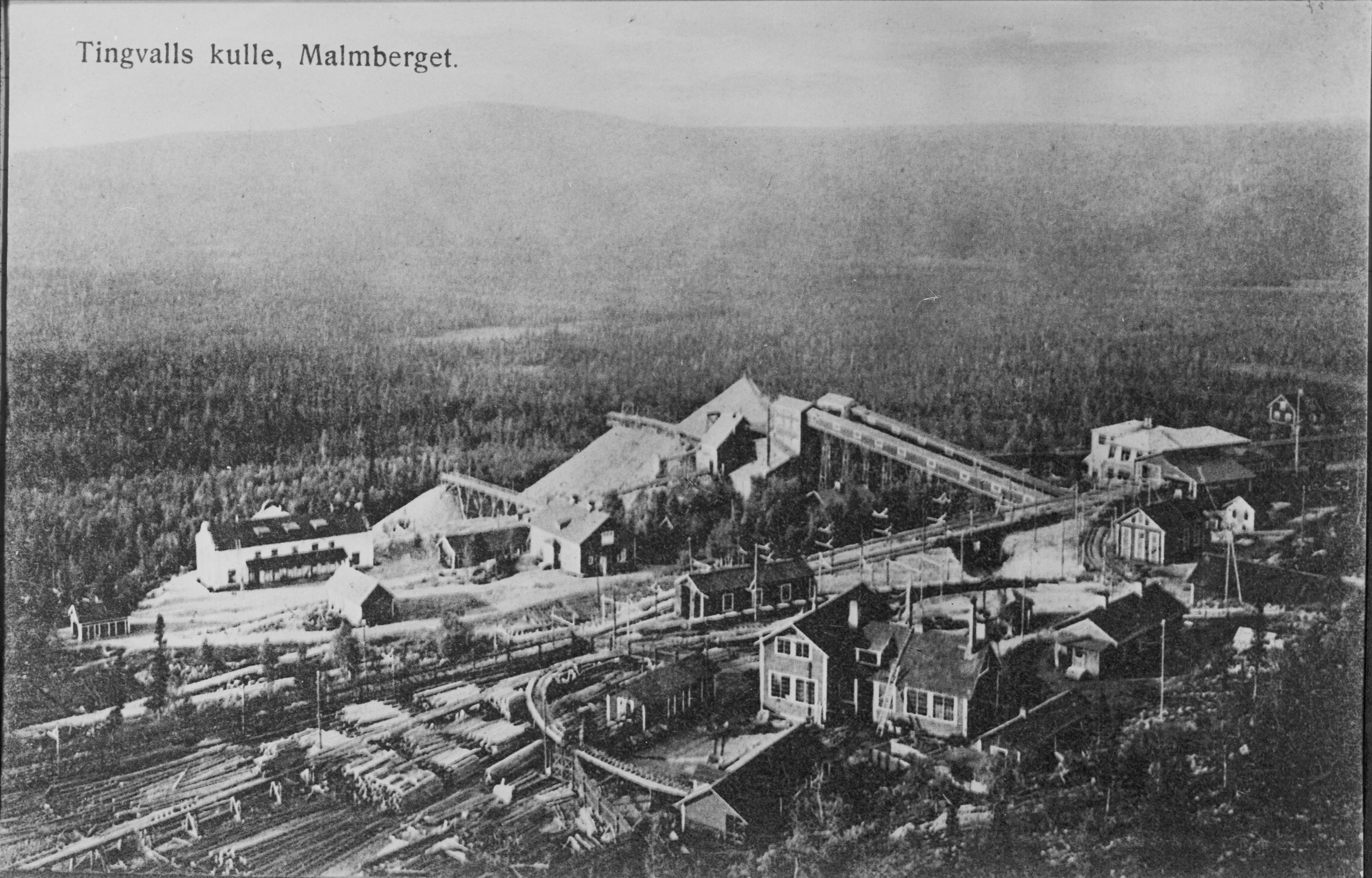
Tingvallskulle.

Tingvallskulle, ursprungligen Tingvalls kulle, var ett mindre gruvsamhälle utanför Malmberget. Tingvallskulle var tillsammans med Dennewitz och Vitåfors ett av tre gruvsamhällen utanför municipalsamhället och samtliga områden avvecklades.
Tingvallskulle namngavs efter löjtnanten vid Västerbottens regemente, Carl Johan Tingvall, som på 1730-talet fick mutsedel på berget "Gillevara" (Gällivare). Thingvall lät 1736 göra den första undersökningen av malmfyndigheterna i nuvarande Malmberget och fann därvidlag fyndigheten vara mycket god. Eftersom han själv saknade medel för att bedriva gruvdrift gav han 1738 sitt privilegium till Abraham Steinholtz. Den brutna malmen från Tingvallskulle fraktades med renar och ackja till Meldersteins Bruk vid Råneälven och brytningen skedde i större omfattning efter att malmbanan färdigställdes 1887. På 2000-talet var malmen helt utbruten på platsen och det 108 meter djupa schaktet började fyllas igen.
Samhället i Tingvallskulle uppkom i och med att ett sovringsverk uppfördes på platsen 1911 och kort därpå byggdes 13 lägenheter för arbetarna. Så småningom flyttade även barnfamiljer dit och samhället fick genom malmbanan järnvägsförbindelse med Malmberget. På 1930-talet inrättades en egen busslinje, men hela samhället övergavs när sovringsverket lades ner 1939.